# Tetragnatha brachychelis
Tetragnatha brachychelis är en spindelart som beskrevs av Lodovico di Caporiacco 1947. Tetragnatha brachychelis ingår i släktet sträckkäkspindlar, och familjen käkspindlar. Inga underarter finns listade i Catalogue of Life.